# De Sog van Rindel
De Sog van Rindel è una segheria storica della Valle dei Mocheni, collocata sul rio Balkof a Fierozzo/Vlarotz.

## Storia
Rilevata dalle mappe del Catasto Asburgico del 1856, la costruzione della segheria si inserisce nel periodo di grande diffusione della tipologia di segheria veneziana nell'Ottocento, in particolare nel versante meridionale delle Alpi.
La famiglia Marchel acquistò la segheria, che in precedenza era stata di proprietà della famiglia Biankn, intorno al 1900. Antonio Marchel, nato nel 1896, contadino, fu l'ultimo segantino, e mantenne in attività la segheria fino al 1970, quando una nevicata sfondò il tetto dell'edificio e la segheria, anche a causa di nuovi obblighi assicurativi e fiscali che ne scoraggiarono il recupero, cadde in disuso. La gestione della famiglia Marchel si interruppe solo negli anni 1914-1918, quando la segheria fu requisita dagli austriaci, che la usarono per la produzione di strutture per la costruzione di insediamenti bellici nella zona.

## Recupero e musealizzazione
Nel 2004 l'Istituto culturale mocheno acquistò la segheria con l'intento di musealizzarla e aprirla al pubblico a scopo didattico. Il progetto di restauro, curato dagli architetti Giovanni e Roberto Pezzato, mirava a ricostruire fedelmente i meccanismi di funzionamento della segheria. A questo scopo sono state utili le testimonianze di chi in passato l'aveva frequentata. Un elemento mancante, il carrello, è stato recuperato da un'altra segheria simile, collocata a Roveda/Oachlait.
La Sog van Rindel fa oggi parte del Bersntoler Museum; oltre a ricostruire l'attività forestale storica delle località mochene, promuove la conoscenza del territorio, del bosco e dell'attività della segagione.